# Chtenopteryx canariensis
Chtenopteryx canariensis is een inktvissensoort uit de familie van de Chtenopterygidae. De wetenschappelijke naam van de soort is voor het eerst geldig gepubliceerd in 2000 door Salcedo-Vargas & Guerrero-Kommritz.